# حسن پورشیرازی
حسن پورشیرازی (زادهٔ ۱۰ اسفند ۱۳۳۶) بازیگر و کارگردان سینما و تلویزیون اهل ایران است. وی فارغ‌التحصیل رشتهٔ بازیگری و کارگردانی بوده و دارای مدرک لیسانس تئاتر است. وی برای بازی در فیلم پیرپسر (۱۴۰۰) برندهٔ جایزهٔ بهترین بازیگر مرد در جشنواره بین‌المللی ترانسیلوانیا شد.

## فعالیت هنری
پورشیرازی فعالیت سینمایی‌اش را با صف (۱۳۶۳، علی‌اصغر عسگریان) به‌عنوان بازیگر و با بازی بزرگان (۱۳۶۹، کامبوزیا پرتوی) به‌عنوان برنامه‌ریز و دستیار کارگردان آغاز کرد.
در سال ۱۳۸۸ در ششمین جشنوارهٔ فیلم دوبی، پورشیرازی به‌خاطر بازی در کشتزارهای سپید به کارگردانی محمد رسول‌اف بهترین بازیگر شناخته شد و جایزهٔ ویژهٔ هیئت داوران را از آن خود کرد.
وی سابقهٔ برنامه‌ریز و دستیاری کارگردان را در کارنامهٔ خود دارد. مهناز افضلی (بازیگر) همسر پورشیرازی است.

## فیلم‌شناسی

### فیلم سینمایی
| سال  | عنوان                     | کارگردان         | نقش            |
| ---- | ------------------------- | ---------------- | -------------- |
| ۱۳۶۳ | صف                        | علی‌اصغر عسگریان  |                |
| ۱۳۶۹ | بازی بزرگان               | کامبوزیا پرتوی   |                |
| ۱۳۷۴ | بوی پیراهن یوسف           | ابراهیم حاتمی‌کیا | مرد مزاحم      |
| ۱۳۷۴ | بازی‌های پنهان             | کریم هاتفی‌نیا    |                |
| ۱۳۷۸ | سگ‌کشی                     | بهرام بیضایی     | گروهبان نغمه   |
| ۱۳۷۹ | مسافر ری                  | داود میرباقری    | بغای           |
| ۱۳۸۲ | مهمان مامان               | داریوش مهرجویی   | یدالله         |
| ۱۳۸۴ | عروسک فرنگی               | فرهاد صبا        |                |
| ۱۳۸۴ | به‌آهستگی                  | مازیار میری      |                |
| ۱۳۸۵ | نیوه‌مانگ                  | بهمن قبادی       |                |
| ۱۳۸۵ | سنتوری                    | داریوش مهرجویی   | معتاد          |
| ۱۳۸۷ | مردی که گیلاس‌هایش را خورد | پیمان حقانی      |                |
| ۱۳۸۷ | تاکسی نارنجی              | ابراهیم وحیدزاده |                |
| ۱۳۸۷ | آقای هفت رنگ              | شهرام شاه‌حسینی   |                |
| ۱۳۸۹ | روز رستاخیز               | احمدرضا درویش    | عمر سعد        |
| ۱۳۹۰ | به امید دیدار             | محمد رسول اف     |                |
| ۱۳۹۱ | چه خوبه که برگشتی         | داریوش مهرجویی   | نجیب           |
| ۱۳۹۲ | گنجشکک اشی‌مشی             | مسعود کرامتی     |                |
| ۱۳۹۶ | آخرین داستان              | اشکان رهگذر      |                |
| ۱۳۹۶ | شاید عشق نبود             | سعید ابراهیمی فر |                |
| ۱۳۹۷ | قسم                       | محسن تنابنده     | خلیل           |
| ۱۳۹۸ | کشتارگاه                  | عباس امینی       | عبد            |
| ۱۳۹۸ | پیتوک                     | سیدمجید صالحی    | جاوید          |
| ۱۳۹۸ | اتاق تاریک                | محمدحسین مهدویان |                |
| ۱۳۹۹ | خط فرضی                   | فرنوش صمدی       | پدر سارا       |
| ۱۴۰۰ | پیر پسر                   | اکتای براهنی     | غلام باستانی   |
| ۱۴۰۱ | حدود ۸ صبح                | منوچهر هادی      | حاج آقا میثاقی |
| ۱۴۰۳ | زن و بچه                  | سعید روستایی     |                |

### فیلم تلویزیونی
| سال  | عنوان   | کارگردان       | نقش |
| ---- | ------- | -------------- | --- |
| ۱۳۸۷ | ماه‌منیر | مازیار لرستانی |     |

### مجموعه تلویزیونی
| سال       | عنوان                          | سمت                                     | کارگردان        | توضیحات |
| --------- | ------------------------------ | --------------------------------------- | --------------- | --- |
| ۱۴۰۳      | بوقچی                          | بازیگر                                  | حسن حبیب‌زاده    | شبکه ۳ |
| ۱۳۹۹      | باخانمان                       | بازیگر                                  | برزو نیک‌نژاد    | شبکه ۳ |
| ۱۳۹۸      | برادرجان                       | بازیگر                                  | محمدرضا آهنج    | شبکه ۳ |
| ۱۳۹۶      | سفر در خانه                    | بازیگر                                  | بهمن گودرزی     | شبکه نسیم |
| ۱۳۹۶      | لژیونر                         | بازیگر                                  | مسعود آب‌پرور    | شبکه ۵ |
| ۱۳۹۵      | بازگشت                         | بازیگر                                  | حسین عامری      | شبکه ۳ |
| ۱۳۹۵      | برادر                          | بازیگر                                  | جواد افشار      | شبکه ۲ |
| ۱۳۹۴      | کیمیا                          | بازیگر                                  | جواد افشار      | شبکه ۲ |
| ۱۳۹۴–۱۳۸۹ | تنهایی لیلا                    | بازیگر                                  | محمدحسین لطیفی  | شبکه ۳ |
| ۱۳۹۴      | آسمان من                       | بازیگر                                  | محمدرضا آهنج    | ساخت آن، از سال ۱۳۹۲ آغاز شد. |
| ۱۳۹۱      | راستش را بگو                   | بازیگر                                  | محمدرضا آهنج    | |
| ۱۳۹۰      | لبه آتش                        | بازیگر                                  | جواد افشار      | |
| ۱۳۹۰      | فرات                           | بازیگر                                  | مازیار میری     | در نقش «کاظم» |
| ۱۳۸۳–۱۳۸۸ | مختارنامه                      | بازیگر                                  | داود میرباقری   | در نقش «بهرام رنگرز» در سال ۱۳۸۹ از شبکه ۱ پخش شد. |
| ۱۳۸۹      | تله‌فیلم «حق‌السکوت»             | بازیگر                                  | سعید سلطانی     | شبکه ۵ |
| ۱۳۸۸      | تله‌فیلم «فریدون مهربان است»    | بازیگر                                  | حمید نعمت‌الله   | |
| ۱۳۸۸      | تله‌فیلم «تنهایی رود»           | بازیگر                                  | علیرضا رزازی‌فر  | |
| ۱۳۸۸      | تله‌فیلم «دوپهلو»               | بازیگر                                  | محسن منشی‌زاده   | |
| ۱۳۸۸      | نردبام آسمان                   | بازیگر                                  | محمدحسین لطیفی  | در رمضان ۱۳۸۸ پخش شد. |
| ۱۳۸۷_۱۳۹۵ | سرزمین مادری                   | بازیگر                                  | کمال تبریزی     | پس از بارها به تعویق افتادن، سرانجام پخش آن از بهمن ۱۳۹۲ آغاز شد؛ اما به‌دلیل پاره‌ای اعتراضات و انتقادات شهروندان، تنها پس از چهار قسمت، پخش آن متوقف شد. |
| ۱۳۸۷      | روزهای زیبا                    | بازیگر                                  | جواد افشار      | شبکه ۵ |
| ۱۳۸۷      | تله‌فیلم «ماه‌منیر»              | بازیگر                                  | مازیار لرستانی  | شبکه ۵ |
| ۱۳۸۶      | تله‌فیلم «هما»                  | بازیگر                                  | سیروس مقدم      | شبکه ۱ |
| ۱۳۸۶      | پریدخت                         | بازیگر                                  | سامان مقدم      | شبکه ۲ |
| ۱۳۸۵      | زیرزمین                        | بازیگر مهمان                            | علیرضا افخمی    | شبکه ۳ |
| ۱۳۸۵      | نرگس                           | بازیگر                                  | سیروس مقدم      | در نقش محمود شوکت |
| ۱۳۸۵      | روز رفتن                       | بازیگر                                  | جواد افشار      | در نقش «سروان پرتو» شبکه ۵ |
| ۱۳۸۵      | من نه منم                      | بازیگر                                  | بهروز خلجی      | در نقش «دایی» شبکه ۲ |
| ۱۳۸۵      | ریحانه                         | بازیگر                                  | سیروس مقدم      | شبکه ۳ |
| ۱۳۸۴      | تله‌فیلم «داشتن»                | بازیگر                                  | بیژن میرباقری   | |
| ۱۳۸۳      | دوباره زندگی                   | بازیگر                                  | نادر مقدس       | شبکه ۵ |
| ۱۳۸۲      | دیوانه در شهر                  | بازیگر                                  |                 | |
| ۱۳۸۲      | بانکی‌ها                        | بازیگر                                  | مهدی مظلومی     | شبکه دو |
| ۱۳۸۲      | بانویی دیگر                    | بازیگر                                  | سیروس مقدم      | در نوروز ۱۳۸۳ از شبکه ۵ پخش شد. |
| ۱۳۸۱      | زیر آسمان شهر (سری سوم)        | بازیگر                                  | مهران غفوریان   | شبکه ۳ |
| ۱۳۸۱      | سفر سبز                        | بازیگر                                  | محمدحسین لطیفی  | |
| ۱۳۷۹      | مجموعهٔ عروسکی «ماجرهای تقی‌جان» | کارگردان                                | حسن پورشیرازی   | یک نسخهٔ دیگر از این مجموعه عروسکی نیز وجود دارد که «مرضیه محبوب» آن را کارگردانی کرده و در سال ۱۳۸۳ از برنامهٔ کودک و نوجوانِ شبکه ۲ پخش شد.               |
| ۱۳۷۹      | روزهای رادیو                   | بازیگر کارگردان                         | حسن پورشیرازی   | |
| ۱۳۷۹      | مسافر ری                       | بازیگر                                  | داود میرباقری   | شبکه ۱ این سریال، یک نسخهٔ سینمایی هم دارد. |
| ۱۳۷۷–۱۳۷۸ | عید آن سال‌ها                   | بازیگر                                  | سعید ابراهیمی‌فر | |
| ۱۳۷۷      | پزشکان                         | بازیگر مهمان                            | مسعود کرامتی    | شبکه ۳ |
| ۱۳۷۷      | مجموعهٔ عروسکی «روباه و خروس»   | نویسنده کارگردان                        | حسن پورشیرازی   | شبکه ۱ |
| ۱۳۷۷      | چشم‌به‌راه                       | بازیگر                                  | اصغر فرهادی     | شبکه ۵ کارگردان تلویزیونی: مهتاج نجومی |
| ۱۳۷۶      | گالری ۹                        | بازیگر                                  | غلامرضا رمضانی  | شبکه ۵ |
| ۱۳۷۵      | فروشگاه                        | بازیگر                                  | احمد بهبهانی    | شبکه ۳ |
| ۱۳۷۵      | پنجره‌های شادی                  | کارگردان هنری                           | حسن پورشیرازی   | برنامهٔ کودک و نوجوانِ شبکه ۱ کارگردان تلویزیونی: مهدی نخستین‌فر                                                                                            |
| ۱۳۷۴      | سَمَندون                         | دستیار اول کارگردان طراح صحنه برنامه‌ریز | ناصر هاشمی      | |
| ۱۳۷۳      | کلاه‌قرمزی و پسرخاله            | عروسک گردان دایناسور                    | ایرج طهماسب     | |
| ۱۳۶۹      | آرایشگاه زیبا                  | بازیگر                                  | مرضیه برومند    | شبکه ۲ |
| ۱۳۶۹      | چاق و لاغر و مأمور سوم         | عروسک‌گردان                              | امیر قهرایی     | شبکه ۲ |
| ۱۳۶۸      | چاق و لاغر                     | عروسک‌گردان                              | امیر قهرایی     | شبکه ۲ |
| ۱۳۶۸      | راز                            | بازیگر                                  | قاسم سیف        | شبکه ۱ |
| ۱۳۶۷      | عطر و گلاب بپاشید              | دستیار کارگردان عروسک‌گردان              | ایرج طهماسب     | در روزهای دههٔ فجر از شبکه ۱ پخش شد. |
| ۱۳۶۵      | بهار، بهار                     | عروسک‌گردان                              | محمد مطیع       | کارگردان عروسکی: کامبیز صمیمی‌مفخم |
| ۱۳۶۴      | زاغچه کنجکاو                   | بازیگر                                  | رضا فیاضی       | شبکه ۱ |
| ۱۳۶۴      | تله‌تئاتر «آسانسور»             | بازیگر                                  | رسول نجفیان     | کارگردان تلویزیونی: گیتی جوادی نویسنده: حسین پناهی |
| ۱۳۶۴      | اندر لطائف روزگار              | بازیگر                                  | منصور کوشان     | شبکه ۱ |
| ۱۳۶۲–۱۳۶۳ | شهر کارستان                    | بازیگر                                  | هرمز هدایت      | در برنامهٔ کودک و نوجوانِ شبکه ۲ پخش می‌شد. کارگردان تلویزیونی: شهریار بدیعی                                                                                |
| ۱۳۶۲      | یک و دو، همه با هم             | بازیگر                                  | مرضیه برومند    | برنامهٔ کودک و نوجوانِ شبکه ۱ |

### مجموعه نمایش خانگی
| سال تولید | نام فیلم        | سمت    | کارگردان   | توضیحات                |
| --------- | --------------- | ------ | ---------- | ---------------------- |
| ۱۴۰۲      | سیاه‌چاله        | بازیگر | حسین نمازی | پخش از فیلم‌نت          |
| ۱۴۰۱      | دیو و ماه‌پیشونی | بازیگر | حسین قناعت | پخش از فیلیمو و فیلم‌نت |

## جوایز
- برنده جایزه بهترین بازیگر مرد جشنواره بین‌المللی فیلم ترانسیلوانیا برای بازی در فیلم پیرپسر - ۱۴۰۳[۱۰]
- نامزد سیمرغ بلورین بهترین بازیگر نقش مکمل مرد برای بازی در فیلم قسم - ۱۳۹۷[۱۱]
- نامزد جایزه بهترین بازیگر مرد تلویزیون جشن دنیای تصویر، برای بازی در سریال راستش را بگو - ۱۳۹۱
- برنده جایزه بهترین بازیگر مرد جشنواره فیلم دبی، برای بازی در فیلم کشتزارهای سپید - ۲۰۰۹
- جایزه ویژه تماشاگران جشنواره بین‌المللی فیلم استانبول، برای مجموعه بازیگران فیلم نیوه‌مانگ - ۲۰۰۷
- برنده جایزه بهترین بازیگر مرد تلویزیون جشن دنیای تصویر، برای بازی در سریال نرگس - ۱۳۸۶
- نامزد تندیس بهترین بازیگر نقش مکمل مرد جشن خانه سینما، برای بازی در فیلم به‌آهستگی - ۱۳۸۵
- نامزد سیمرغ بلورین بهترین بازیگر نقش مکمل مرد جشنواره فیلم فجر، برای بازی در فیلم به‌آهستگی - ۱۳۸۴
- نامزد تندیس بهترین بازیگر نقش اول مرد جشن خانه سینما، برای بازی در فیلم مهمان مامان - ۱۳۸۳
- نامزد سیمرغ بلورین بهترین بازیگر نقش اول مرد جشنواره فیلم فجر، برای بازی در فیلم مهمان مامان - ۱۳۸۲